# Sierra de Guadarrama
Sierra de Guadarrama – pasmo górskie we wschodniej części Gór Kastylijskich w centralnej Hiszpanii. 
Mierzy około 80 km długości i maksymalnie 20 km szerokości. Najwyższy szczyt – Peñalara (2428 m n.p.m.).
Zbudowane głównie z waryscyjskich granitów.
Porośnięte głównie lasami sosnowymi – sosna zwyczajna (Pinus sylvestris), w dolnej części lasami dębowymi (Quercus pyrenaica), powyżej 2000 m występują łąki górskie. Na wschodzie przełęcz Somosierra.